# Karl Eckstein
Karl Georg Wilhelm Eckstein (* 28. Dezember 1859 in Grünberg, Hessen; † 22. April 1939 in Dubrovnik (damals Ragusa)) war ein deutscher Forstwissenschaftler und Entomologe, der auf Schmetterlinge spezialisiert war.

## Leben
Eckstein war Sohn des Bezirksstrafrichters Ferdinand Eckstein (1822–1871) und seiner Frau Luise, geborene Becker, einer Pfarrerstochter. Er besuchte das humanistische Gymnasium in Gießen und studierte danach Zoologie an der dortigen Universität. 1886 ging er nach Eberswalde als Assistent von Professor Bernard Altum an das zoologische Institut der Forstakademie Neustadt-Eberswalde, wo er sich 1890 habilitierte und 1896 Titularprofessor wurde. 1900 wurde er ordentlicher Professor für Forstzoologie und Nachfolger von Altum. Nach seiner Emeritierung 1925 setzte er seine Lehr- und Forschungsarbeit noch fünf Jahre fort. Er starb während einer Erholungsreise 1939 in Dubrovnik.
Von 1905 bis 1911 war er der erste Vorsitzende des Heimatkundevereins Eberswalde, den er zusammen mit Bürgermeister Ernst Hopf und anderen gründete.

## Werk
Die fünfbändigen Die Schmetterlinge Deutschlands (1913–1933) sind sein Hauptwerk. Neben der Forstwirtschaft befasste es sich mit der Fischerei.
- Die Kiefer und ihre tierischen Schädlinge, Repetitorium der Zoologie, 1889
- Fischerei und Fischzucht (Sammlung Göschen Band 159), G.J. Göschen’sche Verlagshandlung, Leipzig 1902
- Die Fischereiverhältnisse der Provinz Brandenburg zum Anfang des 20. Jahrhunderts nebst Fischereikarte, 1903
- Die Technik des Forstschutzes gegen Tiere. Anleitung zur Ausführung von Vorbeugungs- und Vertilgungsmaßregeln in der Hand des Revierverwalters, Forstschutzbeamten und Privatwaldbesitzers, Parey, Berlin 1904
- Fischereiverhältnisse der Provinz Brandenburg, 2 Bände, 1908
- Tierleben des deutschen Waldes. Beiträge zur Kenntnis heimischer Tiere, Verlag von Strecker & Schröder, Stuttgart 1909

- Die Schmetterlinge Deutschlands mit besonderer Berücksichtigung ihrer Biologie und wirtschaftlichen Bedeutung, Deutscher Lehrerverein für Naturkundeverein e. V., Stuttgart
  - 1. Band: Allgemeiner Teil. Spezieller Teil (1). Die Tagfalter, K. G. Lutz’ Verlag 1913
  - 2. Band: Spezieller Teil. Fortsetzung (2). Die Schwärmer und Spinner (Sphingidae--Thyrididae), K. G. Lutz’ Verlag, 1915
  - 3. Band: Spezieller Teil. Fortsetzung (3). Die eulenartigen Falter, K. G. Lutz’ Verlag 1920
  - 4. Band: Spezieller Teil. Schluss (4). Die Spanner und die bärenartigen Falter, K. G. Lutz’ Verlag 1923
  - 5. Band: Die Kleinschmetterlinge Deutschlands, K. G. Lutz’ Verlag 1933
- Die Maikäfer, ihre Bekämpfung und Verwertung, J. Neumann, 1912
- Das Kaninchen, seine Lebensweise, wirtschaftliche Bedeutung und Bekämpfung sowie die Abwehr des von ihm drohenden Schadens, Neudammer forstliche Belehrungshefte, 1917
- Die Technik des Forstschutzes gegen Tiere, Berlin, Parey, 1915
- Die Schmetterlinge, ihr Bau, ihre Lebensweise und wirtschaftliche Bedeutung nebst Anleitung zur Beobachtung, Aufzucht und zum Sammeln, Wiesbaden, Pestalozzi Verlags-Anstalt, 1922
- Bilder aus dem Insektenleben, Ullstein, Berlin 1925

- Mitarbeit am Neudammer Förster-Lehrbuch, J. Neumann, 1929